# Campionato europeo di football americano 2018 (IFAF New York)
Il campionato europeo di football americano 2018 (in lingua inglese 2018 American Football European Championship), sarà la quattordicesima edizione del campionato europeo di football americano per squadre nazionali maggiori maschili organizzato dalla IFAF Europe (fazione con sede a New York).

## Storia
A partire da quest'edizione IFAF aveva modificato il formato del torneo, che non prevede più un sistema a promozioni e retrocessioni su tre livelli, bensì una fase di qualificazione su più turni (un primo turno di incontri secchi fra le nazionali di livello più basso, un secondo turno con due tornei fra le vincenti del primo turno e le nazionali di seconda fascia e  un terzo turno con incontri di spareggio fra le vincenti dei tornei e le ultime due classificate dell'edizione precedente).
A seguito della scissione di IFAF in due fazioni rivali, però, gli incontri di spareggio sono stati annullati (avrebbero dovuto parteciparvi le nazionali di Svezia, Danimarca, Gran Bretagna - allineate con la fazione newyorkese di IFAF - e Italia - allineata con la fazione parigina) e ciascuna fazione ha organizzato il proprio campionato europeo. Questa situazione aveva pertanto permesso alla Svezia e alla Danimarca di mantenere il proprio posto nell'europeo maggiore e alla Gran Bretagna e all'Italia di ottenere automaticamente la qualificazione ai rispettivi tornei, che sarebbero quindi stati giocati da quattro squadre ciascuno invece che da sei come nelle tre edizioni precedenti.
In seguito agli avvenimenti che hanno interessato la diatriba fra le due fazioni a partire dal settembre 2017, il 7 gennaio 2018 la fazione parigina di IFAF ha annunciato il rinvio della propria competizione, inizialmente prevista per la fine di luglio dello stesso anno.
L'11 gennaio la FIDAF ha rilasciato un comunicato sull'argomento, affermando che l'eventualità dello spostamento del torneo era allo studio da diverse settimane, incolpando di questa cosa la confusione in atto a livello internazionale a partire dal 2015 e affermando che lo sviluppo della nazionale non sarà comunque fermato.
Il 15 febbraio 2018 è apparso sul sito della federazione danese l'annuncio del passaggio delle federazioni austriaca e francese a IFAF New York. Con l'ingresso di queste federazioni il campionato europeo organizzato dalla fazione newyorkese di IFAF è stato ampliato a 6 squadre.
Il 1º marzo il Tribunale Arbitrale dello Sport ha riconosciuto la fazione newyorkese come unica federazione legittimata a rappresentare il football americano a livello mondiale. Pertanto a partire da quella data questa competizione diventa l'unica a poter essere riconosciuta ufficialmente come campionato europeo di football americano.
A seguito dell'ampliamento avvenuto a febbraio e del riconoscimento di inizio marzo, il 6 marzo è stato annunciato il calendario della competizione.
Il 7 marzo la FIDAF ha annunciato di aver attivato i propri legali in merito all'esclusione della nazionale italiana dalla possibilità di partecipare al torneo.

## Stadi
Distribuzione degli stadi del campionato europeo di football americano 2018 (IFAF New York)
| Vantaa                      | Myyrmäen jalkapallostadion (Vantaa) |
| Myyrmäen jalkapallostadion  | Myyrmäen jalkapallostadion (Vantaa) |
| 60°15′43.56″N 24°50′17.46″E | Myyrmäen jalkapallostadion (Vantaa) |
| Capacità:                   | Myyrmäen jalkapallostadion (Vantaa) |
| Altitudine:                 | Myyrmäen jalkapallostadion (Vantaa) |
|                             | Myyrmäen jalkapallostadion (Vantaa) |

## Squadre partecipanti
| Pr. | Squadra       | Data di qualificazione | Qualificata in quanto                       | Ultima partecipazione |
| --- | ------------- | ---------------------- | ------------------------------------------- | --------------------- |
| 1   | Finlandia     |                        | 4ª class. all'Europeo A 2014                | Austria 2014          |
| 2   | Svezia        |                        | 5ª class. all'Europeo A 2014                | Austria 2014          |
| 3   | Danimarca     |                        | 6ª class. all'Europeo A 2014                | Austria 2014          |
| 4   | Gran Bretagna |                        | Vincitrice del Torneo di Worcester del 2016 | Germania 2010         |
| 5   | Austria       | 15 febbraio 2018       | 2ª class. all'Europeo A 2014                | Austria 2014          |
| 6   | Francia       | 15 febbraio 2018       | 3ª class. all'Europeo A 2014                | Austria 2014          |

## Gironi
| Girone A  | Girone B      |
| --------- | ------------- |
| Austria   | Francia       |
| Svezia    | Finlandia     |
| Danimarca | Gran Bretagna |

## Risultati

### Fase a gironi
Nelle tabelle: P.ti = Punti; % = Percentuale di vittorie; G = Incontri giocati; V = Vittorie; P = Pareggi; S = Sconfitte; PF = Punti fatti; PS = Punti subiti; DP = Differenza punti.

#### Gruppo A
| Arbitri: | Løken Caldes Jörgensen Griffiths Kalliokoski Edelmuller von Sydow |

| |           | |
| Klixbüll 6':01" Q2 (TD) 2yd pass from Karkov Klixbüll Q2 (pat) Klixbüll 3':28" Q3 (TD) 9yd pass from Karkov Zinck Q3 (tpc) pass from L. Hansen | Marcatori | Platzgummer 10':23" Q2 (TD) 11yd run Pichlmann Q2 (pat) Bonatti 2':46" Q2 (TD) 14yd run Pichlmann Q2 (pat) Platzgummer 5':02" Q3 (TD) 26yd run Thury 10':36" Q4 (TD) 11yd run Pichlmann Q4 (pat) D. Mattes 8':16" Q4 (TD) 29yd run Pichlmann Q4 (pat) Thury 4':33" Q4 (TD) 33yd run |

| Arbitri: | Beylich Parsons Immonen Hofbauer Leidö Larsen Seppelin |

| |           | |
| V. Torenson 9':14" Q2 (TD) 6yd run Dahre Q2 (pat) Akena 8':37" Q3 (TD) 0yd fumble recovery Dahre Q3 (pat) Knutsson 5':25" Q3 (TD) 1yd run Dahre Q3 (pat) Dahre 0':40" Q3 (FG) 23yd Dahre 0':37" Q4 (TD) 5yd pass from Juhlin | Marcatori | Lykke 10':55" Q1 (TD) 11yd run L. Hansen Q1 (tpc) Lykke 4':58" Q1 (TD) 1yd run P. Nielsen 0':18" Q4 (TD) 20yd pass from K. Bolmgren |

| Arbitri: | Løken Caldes Jörgensen Griffiths Kalliokoski Edelmüller von Sydow |

| |           |                           |
| Seikovits 11':28" Q1 (TD) 33yd pass from Thury Pichlmann Q1 (pat) Platzgummer 9':23" Q1 (TD) 22yd run Pichlmann Q1 (pat) Platzgummer 1':14" Q1 (TD) 92yd kickoff return Pichlmann Q1 (pat) A. Wegan 2':56" Q2 (TD) 13yd run Pichlmann Q2 (pat) Pichlmann 0':22" Q2 (FG) 35yd Platzgummer 8':07" Q3 (TD) 10yd run Pichlmann Q3 (pat) Pichlmann 8':45" Q4 (FG) 31yd | Marcatori | Dahre 1':27" Q1 (FG) 23yd |

| Squadra   | P.ti | %     | G | V | P | S | PF | PS | DP  |
| --------- | ---- | ----- | - | - | - | - | -- | -- | --- |
| Austria   | 6    | 1.000 | 2 | 2 | 0 | 0 | 81 | 18 | +63 |
| Svezia    | 3    | .500  | 2 | 1 | 0 | 1 | 33 | 61 | -28 |
| Danimarca | 0    | .000  | 2 | 0 | 0 | 2 | 35 | 70 | -35 |

#### Gruppo B
| Arbitri: | Beylich Parsons Immonen Hofbauer Leidö Larsen Seppelin |

| |           |                                                                      |
| V. Lehtonen 0':13" Q1 (TD) 9yd run J. P. Malka Q1 (pat) T. Lehtonen 8':48" Q2 (TD) 3yd run J. P. Malka Q2 (pat) J. Raatikainen 8':40" Q2 (TD) 0yd fumble recovery J. P. Malka Q2 (pat) Pajarinen 5':28" Q1 (TD) 20yd run J. P. Malka Q1 (pat) | Marcatori | J. Amis 10':12" Q2 (TD) 87yd interception return I. Jacquet Q2 (pat) |

| Arbitri: | Løken Caldes Jörgensen Griffiths Kalliokoski Edelmüller von Sydow |

|                                                                                              |           | |
| I. Jacquet 0':03" Q1 (FG) 32yd I. Jacquet 2':16" Q2 (FG) 29yd I. Jacquet 7':27" Q3 (FG) 23yd | Marcatori | James 4':43" Q1 (TD) 7yd pass from Durand Alexandre Q1 (pat) Tsimi 3':27" Q1 (TD) 36yd pass from Durand Alexandre Q1 (pat) N. Tsimi 1':20" Q2 (TD) 16yd pass from Durand Alexandre Q2 (pat) James 0':22" Q2 (TD) 61yd pass from Durand Alexandre Q2 (pat) Yepmo 3':10" Q3 (TD) 1yd run Alexandre Q3 (pat) Aguemon 4':22" Q4 (TD) 3yd run Alexandre Q4 (pat) |

| Arbitri: | Beylich Parsons Immonen Hofbauer Leidö Larsen Seppelin |

| |           | |
| Tsimi 11':30" Q2 (TD) 23yd pass from Durand Alexandre Q2 (pat) Alexandre 10':31" Q4 (TD) 11yd pass from Durand Alexandre Q4 (pat) Yepmo 5':32" Q4 (TD) 3yd run Alexandre Q4 (pat) | Marcatori | T. Pinta 9':31" Q3 (TD) 5yd pass from Kadmiry J. P. Malka Q3 (pat) Pajarinen 0':33" Q4 (TD) 16yd pass from Kadmiry J. P. Malka Q4 (pat) |

| Squadra       | P.ti | %     | G | V | P | S | PF | PS | DP  |
| ------------- | ---- | ----- | - | - | - | - | -- | -- | --- |
| Francia       | 6    | 1.000 | 2 | 2 | 0 | 0 | 63 | 23 | +40 |
| Finlandia     | 3    | .500  | 2 | 1 | 0 | 1 | 42 | 28 | +14 |
| Gran Bretagna | 0    | .000  | 2 | 0 | 0 | 2 | 16 | 70 | -54 |

### Finali

#### Finale per il 5º posto
| Arbitri: | Lamminsalo Mäkäräinen Hautala Lehtinen Sipi Naumanen Kristensen |

| |           | |
| Lykke 2':31" Q3 (TD) 2yd pass from K. Bolmgren Zinck Q3 (tpc) pass from L. Hansen Klixbüll 8':13" Q4 (TD) 8yd pass from K. Bolmgren T. Ashworth Q4 (tpc) pass from L. Hansen | Marcatori | Conroy 0':33" Q1 (TD) 4yd run I. Jacquet Q1 (pat) Conroy 5':16" Q2 (TD) 67yd pass from Daley I. Jacquet Q2 (pat) A. Haldane 8':34" Q3 (TD) 20yd fumble recovery J. Amis 2':16" Q3 (TD) 100yd kickoff return I. Jacquet 3':10" Q4 (TD) 20yd pass from Daley I. Jacquet Q4 (pat) |

#### Finale per il 3º posto
| Arbitri: | Beylich Immonen Caldes Hofbauer Kalliokoski Edelmüller von Sydow |

| |           | |
| Juhlin 0':58" Q2 (TD) 8yd run Dahre 6':36" Q3 (TD) 7yd pass from Juhlin Dahre Q3 (tpc) pass from Juhlin Knutsson 0':44" Q3 (TD) 18yd pass from Juhlin Dahre Q3 (pat) | Marcatori | Pajarinen 9':33" Q1 (TD) 14yd run J. P. Malka Q1 (pat) M. Siiskonen 9':01" Q2 (TD) 34yd pass from Kadmiry J. P. Malka Q2 (pat) V. Lehtonen 9':32" Q3 (TD) 4yd run J. P. Malka Q3 (pat) Pajarinen 8':08" Q4 (TD) 4yd run J. P. Malka Q4 (pat) V. Lehtonen 1':56" Q4 (TD) 6yd run J. P. Malka Q4 (pat) |

#### Finale
| Arbitri: | Løken Jörgensen Parsons Griffiths Leidö Larsen Seppelin |

| |           | |
| Platzgummer 10':15" Q2 (TD) 41yd run Pichlmann Q2 (pat) Seikovits 2':51" Q2 (TD) 12yd pass from Thury Pichlmann Q2 (pat) | Marcatori | James 2':42" Q1 (TD) 34yd pass from Durand Alexandre Q1 (pat) Aguemon 9':01" Q3 (TD) 49yd run Alexandre Q3 (pat) Valbon 3':38" Q3 (TD) 1yd pass from Durand Alexandre Q3 (pat) Alexandre 5':25" Q4 (TD) 20yd pass from Durand Alexandre Q4 (pat) |

## Verdetti
| Campione d'Europa 2018 Francia (1º titolo) Francia, Austria e Finlandia qualificate per il Campionato mondiale di football americano 2019 in Australia. |

## Marcatori
| Giocatore      | Naz.          | TD rush | TD recv | TD int | TD p.ret | TD k.ret | TD oth | Xp1 | Xp2 | FG | Saf | Totale |
| -------------- | ------------- | ------- | ------- | ------ | -------- | -------- | ------ | --- | --- | -- | --- | ------ |
| S. Platzgummer | Austria       | 4+1     | 0       | 0      | 0        | 1        | 0      | 0   | 0   | 0  | 0   | 36     |
| Alexandre      | Francia       | 0       | 1+1     | 0      | 0        | 0        | 0      | 9+4 | 0   | 0  | 0   | 25     |
| Dahre          | Svezia        | 0       | 0+2     | 0      | 0        | 0        | 0      | 4   | 0+1 | 2  | 0   | 24     |
| I. Jacquet     | Gran Bretagna | 0       | 0+1     | 0      | 0        | 0        | 0      | 1+3 | 0   | 3  | 0   | 19     |
| Klixbüll       | Danimarca     | 0       | 2+1     | 0      | 0        | 0        | 0      | 1   | 0   | 0  | 0   | 19     |
| James          | Francia       | 0       | 2+1     | 0      | 0        | 0        | 0      | 0   | 0   | 0  | 0   | 18     |
| V. Lehtonen    | Finlandia     | 1+2     | 0       | 0      | 0        | 0        | 0      | 0   | 0   | 0  | 0   | 18     |
| Lykke          | Danimarca     | 2       | 0+1     | 0      | 0        | 0        | 0      | 0   | 0   | 0  | 0   | 18     |
| Pajarinen      | Finlandia     | 1+2     | 0       | 0      | 0        | 0        | 0      | 0   | 0   | 0  | 0   | 18     |
| Tsimi          | Francia       | 0       | 3       | 0      | 0        | 0        | 0      | 0   | 0   | 0  | 0   | 18     |
| Pichlmann      | Austria       | 0       | 0       | 0      | 0        | 0        | 0      | 9+2 | 0   | 2  | 0   | 17     |
| Aguemon        | Francia       | 1+1     | 0       | 0      | 0        | 0        | 0      | 0   | 0   | 0  | 0   | 12     |
| J. Amis        | Gran Bretagna | 0       | 0       | 1      | 0        | 0+1      | 0      | 0   | 0   | 0  | 0   | 12     |
| Conroy         | Gran Bretagna | 0+1     | 0+1     | 0      | 0        | 0        | 0      | 0   | 0   | 0  | 0   | 12     |
| Knutsson       | Svezia        | 1       | 0+1     | 0      | 0        | 0        | 0      | 0   | 0   | 0  | 0   | 12     |
| Seikovits      | Austria       | 0       | 1+1     | 0      | 0        | 0        | 0      | 0   | 0   | 0  | 0   | 12     |
| Thury          | Austria       | 2       | 0       | 0      | 0        | 0        | 0      | 0   | 0   | 0  | 0   | 12     |
| Yepmo          | Francia       | 2       | 0       | 0      | 0        | 0        | 0      | 0   | 0   | 0  | 0   | 12     |
| J. P. Malka    | Finlandia     | 0       | 0       | 0      | 0        | 0        | 0      | 4+5 | 0   | 0  | 0   | 9      |
| Akena          | Svezia        | 0       | 0       | 0      | 0        | 0        | 1      | 0   | 0   | 0  | 0   | 6      |
| Bonatti        | Austria       | 1       | 0       | 0      | 0        | 0        | 0      | 0   | 0   | 0  | 0   | 6      |
| A. Haldane     | Gran Bretagna | 0       | 0       | 0      | 0        | 0        | 0+1    | 0   | 0   | 0  | 0   | 6      |
| Juhlin         | Svezia        | 0+1     | 0       | 0      | 0        | 0        | 0      | 0   | 0   | 0  | 0   | 6      |
| T. Lehtonen    | Finlandia     | 1       | 0       | 0      | 0        | 0        | 0      | 0   | 0   | 0  | 0   | 6      |
| D. Mattes      | Austria       | 1       | 0       | 0      | 0        | 0        | 0      | 0   | 0   | 0  | 0   | 6      |
| P. Nielsen     | Danimarca     | 0       | 1       | 0      | 0        | 0        | 0      | 0   | 0   | 0  | 0   | 6      |
| J. Raatikainen | Finlandia     | 0       | 0       | 0      | 0        | 0        | 1      | 0   | 0   | 0  | 0   | 6      |
| M. Siiskonen   | Finlandia     | 0       | 0+1     | 0      | 0        | 0        | 0      | 0   | 0   | 0  | 0   | 6      |
| Toresson       | Svezia        | 1       | 0       | 0      | 0        | 0        | 0      | 0   | 0   | 0  | 0   | 6      |
| Valbon         | Francia       | 0       | 0+1     | 0      | 0        | 0        | 0      | 0   | 0   | 0  | 0   | 6      |
| A. Wegan       | Austria       | 1       | 0       | 0      | 0        | 0        | 0      | 0   | 0   | 0  | 0   | 6      |
| Zinck          | Danimarca     | 0       | 0       | 0      | 0        | 0        | 0      | 0   | 1+1 | 0  | 0   | 4      |
| T. Ashworth    | Danimarca     | 0       | 0       | 0      | 0        | 0        | 0      | 0   | 0+1 | 0  | 0   | 2      |
| L. Hansen      | Danimarca     | 0       | 0       | 0      | 0        | 0        | 0      | 0   | 1   | 0  | 0   | 2      |

- Miglior marcatore della fase a gironi: Platzgummer (30 punti)
- Migliori marcatori delle finali: V. Lehtonen e Pajarinen (12 punti)
- Miglior marcatore assoluto: Platzgummer (36 punti)

## Passer rating
I rating sono calcolati soltanto per i quarterback con almeno 10 lanci effettuati.
| Giocatore   | Naz.          | G   | Att   | Comp  | Int | Yds     | TD  | NFL    | NCAA   |
| ----------- | ------------- | --- | ----- | ----- | --- | ------- | --- | ------ | ------ |
| Durand      | Francia       | 2+1 | 44+27 | 29+18 | 0+1 | 508+225 | 6+3 | 133,98 | 191,93 |
| Kadmiry     | Finlandia     | 1+1 | 20+18 | 12+13 | 0+0 | 138+159 | 2+1 | 115,79 | 157,49 |
| Thury       | Austria       | 2+1 | 37+28 | 28+10 | 0+0 | 312+85  | 1+1 | 86,51  | 119,92 |
| Daley       | Gran Bretagna | 2+1 | 28+24 | 14+15 | 2+1 | 98+257  | 0+2 | 65,79  | 114,27 |
| Juhlin      | Svezia        | 2+1 | 66+41 | 33+21 | 3+2 | 279+310 | 1+2 | 56,95  | 96,61  |
| Karkov      | Danimarca     | 2+1 | 39+12 | 20+4  | 2+1 | 238+32  | 2+0 | 51,92  | 92,71  |
| K. Bolmgren | Danimarca     | 2+1 | 18+37 | 5+18  | 1+4 | 57+210  | 1+2 | 37,46  | 82,41  |
| J. Lehtinen | Finlandia     | 2   | 36    | 17    | 5   | 138     | 0   | 17,82  | 51,64  |
| J. Slack    | Gran Bretagna | 1+1 | 15+1  | 6+0   | 1+1 | 64+0    | 0+0 | 10,42  | 46,10  |
| Seeber      | Austria       | 2   | 8     | 5     | 0   | 23      | 0   |        |        |
| B. Thompson | Gran Bretagna | 1   | 8     | 4     | 1   | 59      | 0   |        |        |
| Seikovits   | Austria       | 1   | 2     | 1     | 0   | 33      | 0   |        |        |
| C. Joseph   | Gran Bretagna | 1   | 1     | 0     | 0   | 0       | 0   |        |        |

- Miglior quarterback della fase a gironi: Durand (207,89)
- Miglior quarterback delle finali: Daley (171,62)
- Miglior quarterback assoluto: Durand (191,93)